# Taruik Kakauman
Der Taruik Kakauman ist eine Erhebung in der osttimoresischen Gemeinde Bobonaro. Sie liegt im Suco Leolima (Verwaltungsamt Balibo) und hat eine Höhe von 86 m. Im Norden beginnt der Suco Aidabaleten (Verwaltungsamt Atabae). Südöstlich liegt am Fuß des Hügels der Ort Megir und jenseits davon der Hügel Foho Mataulaun (97 m).
Auf dem Taruik Kakauman steht eine Sendeantenne der Telemor.